# Potentielle Vortizität
Die potentielle Vortizität oder potentielle Vorticity {\displaystyle PV} ist als Maß für die Scherung von Strömungen insbesondere in der Ozeanografie und der Meteorologie von Bedeutung. Sie kombiniert die Erhaltung der Wirbelstärke (Vortizität) mit der Erhaltung der Masse und ist ein Spezialfall des ertelschen Wirbelsatzes.
Die potentielle Vortizität ist definiert als:
{\displaystyle PV={\frac {{\vec {\xi }}+2{\vec {\Omega }}}{\rho }}\cdot \nabla \Psi }
mit
- {\displaystyle {\vec {\xi }}=\nabla \times {\vec {u}}} die relative Vortizität
- {\displaystyle 2{\vec {\Omega }}} die planetarische Vortizität
- {\displaystyle \Omega } die Winkelgeschwindigkeit
- {\displaystyle \rho } die Dichte
- {\displaystyle \nabla } der Nabla-Operator
- {\displaystyle \Psi } eine skalare Größe, die nur vom Druck {\displaystyle p} und der Dichte abhängt, zum Beispiel die potentielle Temperatur oder die potentielle Dichte.

Als Maßeinheit der potentiellen Vortizität ist in der Meteorologie die PVU (potential vorticity unit) gebräuchlich:
{\displaystyle 1\,\mathrm {PVU} \equiv {\frac {10^{-6}\cdot \mathrm {K} \cdot \mathrm {m} ^{2}}{\mathrm {kg} \cdot \mathrm {s} }}}
Quelle bzw. Senke potentieller Vortizität sind barokline Effekte und Reibung.
Falls folgende Einschränkungen für die Strömung gelten:
1. keine Reibung
2. {\displaystyle \Psi } ist Erhaltungsgröße, d. h. {\displaystyle {\frac {\mathrm {d} \Psi }{\mathrm {d} t}}=0}
3. Barotropie, d. h. {\displaystyle \nabla \rho \times \nabla p=0} oder {\displaystyle \Psi =\Psi (\rho ,p)}

dann ist auch die potentielle Vortizität eine Erhaltungsgröße:
{\displaystyle {\frac {\mathrm {d} }{\mathrm {d} t}}\left({\frac {{\vec {\xi }}+2{\vec {\Omega }}}{\rho }}\cdot \nabla \Psi \right)=0}
Daraus folgt, dass die relative Vortizität {\displaystyle {\vec {\xi }}} abnehmen muss, wenn die planetarische Vortizität {\displaystyle 2{\vec {\Omega }}} zunimmt, z. B. bei Bewegung einer Wassersäule nach Norden. Dies ist analog zur Drehimpulserhaltung der Mechanik.
Wenn {\displaystyle \Psi } eine Funktion von Dichte und Druck ist, d. h. {\displaystyle \Psi =\Psi (\rho ,p)}, ist dies gleichbedeutend mit Adiabasie. Dann kann die erhaltene potentielle Vortizität auch dargestellt werden als:
{\displaystyle \Leftrightarrow {\frac {\mathrm {d} }{\mathrm {d} t}}\left({\frac {\xi +2\Omega \cdot \sin \phi }{H}}\right)=0}
mit
- {\displaystyle \phi } die geographische Breite
- {\displaystyle H} die Wassertiefe.

## Weblink
- Michael E. McIntyre: Potential vorticity (PDF)